# 神話の虹
神話の虹（しんわのにじ）では、神話における虹について記述する。
虹は古代では珍しい色彩と理由が不明なことからよく神話に取り上げられた。

## 神
- ギリシア神話ではイリス（Iris）という伝令の女神そのものとされる。

## 蛇
- オーストラリアでは虹は天地に住み水をもたらす神の蛇であるとみなされた。

## 橋・道
- 北欧神話では虹は天上の神界に通ずる橋とみなされた。これをビフレスト（Bifrost）と呼ぶ。
- ブリヤート人のシャーマニズムでは虹は魂が天に昇る道であると考えられた。
- 日本神話ではイザナギとイザナミが虹を渡って下界に来たとされる。
- ガボン南部では人類の先祖は虹を通ってきたという俗信がある。

## 弓
- インドでは虹はインドラ神が雷の矢を放つ弓であるとみなされた。

## 兆候
- 旧約聖書ではノアの大洪水によって世界が滅亡したのちに現れたことから虹は神の証とみなされた。
- 中米のスム人の間では虹は不吉なものとされる。

## 変化
- 古代スラブでは虹に触れると天に引き上げられペルム神の力で身が変化すると考えられた。